# Agustín Carnovale
Agustín Carnovale (Rosario, Santa Fe, 12 de julio de 1986) es un baloncestista argentino que juega en la posición de alero para Rosario Central de la Superliga de Básquet de Rosario de Argentina.

## Trayectoria

### Clubes
| Club                     | País      | Año             |
| ------------------------ | --------- | --------------- |
| Sionista                 | Argentina | 2005 - 2009     |
| Regatas Rosario          | Argentina | 2009            |
| La Unión de Formosa      | Argentina | 2009 - 2010     |
| Deportivo Sajonia        | Paraguay  | 2010            |
| Unión de Sunchales       | Argentina | 2010 - 2011     |
| Rosario Central          | Argentina | 2011 - 2012     |
| Campaña de Carcarañá     | Argentina | 2012            |
| San Martín de Corrientes | Argentina | 2012 - 2013     |
| Monte Hermoso Basket     | Argentina | 2013 - 2014     |
| Deportivo Madryn         | Argentina | 2014            |
| Echagüe                  | Argentina | 2014 - 2016     |
| Villa San Martín         | Argentina | 2016 - 2019     |
| Echagüe                  | Argentina | 2019 - 2020     |
| Colón                    | Argentina | 2021            |
| Salta Basket             | Argentina | 2021 - 2022     |
| San Isidro               | Argentina | 2022 - 2023     |
| Sarmiento                | Argentina | 2023            |
| Parque Sur               | Argentina | 2023            |
| Presidente Derqui        | Argentina | 2024 - 2025     |
| Rosario Central          | Argentina | 2025 - Presente |